# Филе-миньон

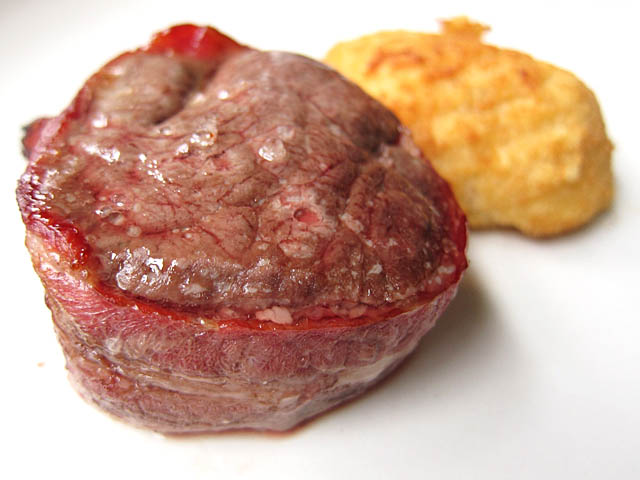
Филе-миньон в беконе

Филе-миньон (фр. Filet mignon — маленькое филе), медальон — кусок говядины, отрез тонкой части вырезки. Используется для приготовления деликатесных блюд из натурального мяса — стейков «филе-миньон».

## Характеристика

Филе-миньон на схеме говяжьей туши

Вырезки в туше располагаются вдоль обеих сторон позвоночника. Вырезка (большая поясничная мышца) часто продаётся целиком и выглядит как длинный узкий веретенообразный кусок мяса, утолщённый с одной стороны («голова») и более тонкий с другой («хвост»). Круглые куски, нарезанные поперёк из тонкой части вырезки, представляют собой филе-миньон. В средней туше бычка содержится не более 500 граммов филе-миньон, поэтому это дорогое мясо. В прошлом эту часть туши называли поповским или пасторским куском. За счёт того, что эта часть туши имеет малый диаметр — до 8 см, — каждый кусок филе-миньон при нормальной нарезке толщиной 3-5 см весит примерно вдвое меньше стейков обычного размера, нарезаемых из других частей туши, поэтому часто его подают по два куска на порцию.
Вырезка — самая нежная и постная часть говядины, это «ленивая» мышца, не несущая никакой нагрузки, в ней очень мало соединительной ткани. Нежное мясо не нуждается в дополнительном смягчении, например, при помощи маринования. Однако ярким вкусом эта часть туши не отличается и кулинары подают блюда из вырезки в соусе или готовят мясо в полосках бекона, а также применяют маринад для придания вкуса. Лучший вкус имеет филе-миньон бычков мясных пород зернового откорма.
Филе-миньон называют «дамским стейком», в отличие от насыщенного «мужского» стриплойн-стейка «Нью-Йорк».
Во французской кулинарии название «филе-миньон» используют также для блюд из свиной вырезки.

## Приготовление
Филе-миньон нарезают на куски толщиной 3-6 см, быстро обжаривают с двух сторон на гриле или сковороде при очень высокой температуре, затем доводят до готовности при более низкой температуре, обычно в духовке. Если нарезать мясо слишком тонко или пережарить, оно не будет сочным. Для приготовления мяса требуется вдвое меньше времени, чем для больших стейков. Филе-миньон почти никогда не готовят «с кровью» (rare), но как правило, подают менее прожаренным, чем другое мясо. Если желательна более сильная прожарка, наполовину готовое филе-миньон надрезают поперёк, разворачивают в виде бабочки и в таком виде доводят до нужной степени готовности.
Филе-миньон содержит мало жира и его часто готовят, оборачивая куски мяса полосками бекона и скрепляя его зубочисткой. Бекон обогащает вкус мяса и предохраняет его от высыхания при жарке.

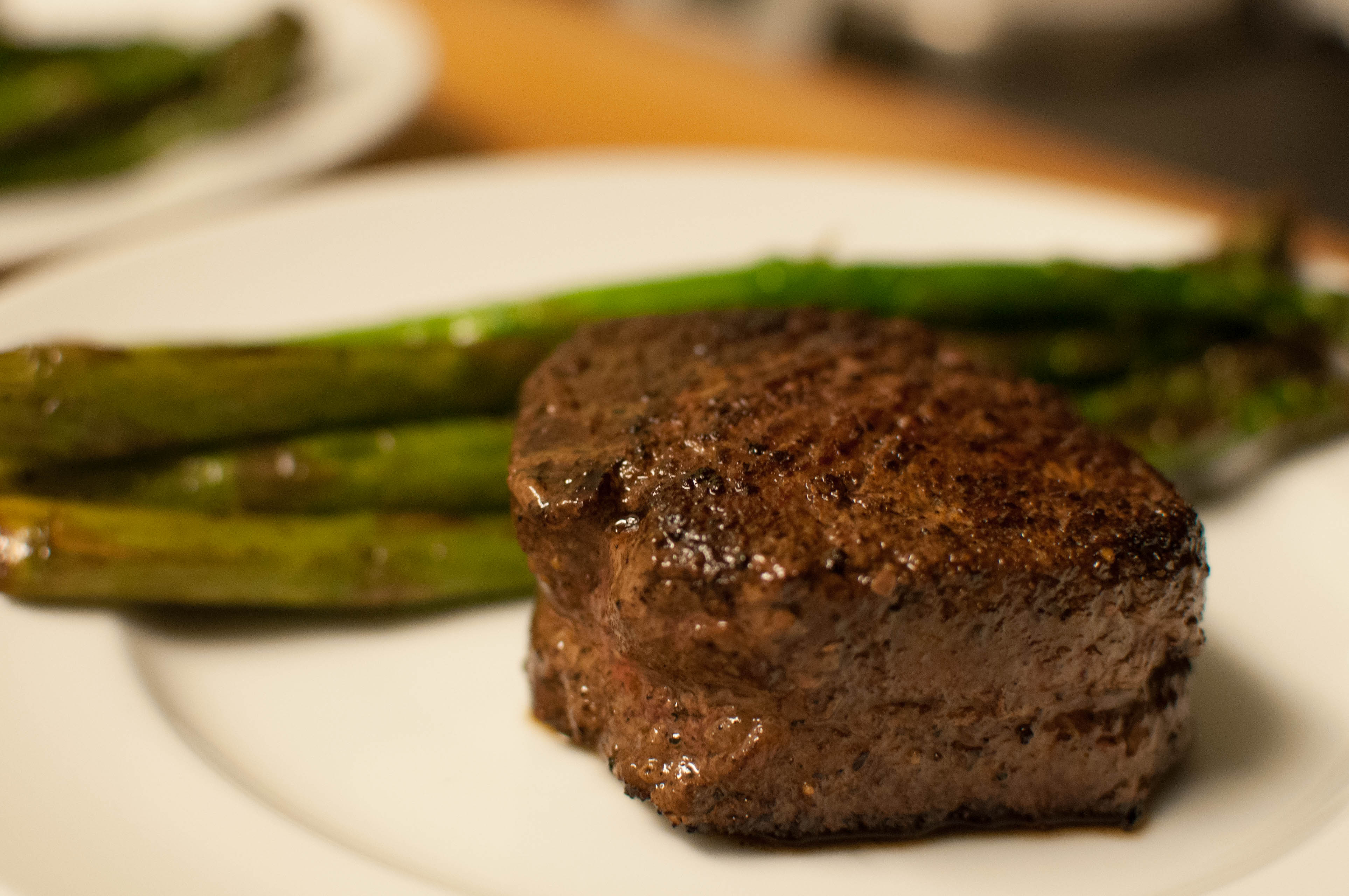
Традиционное филе-миньон со спаржей
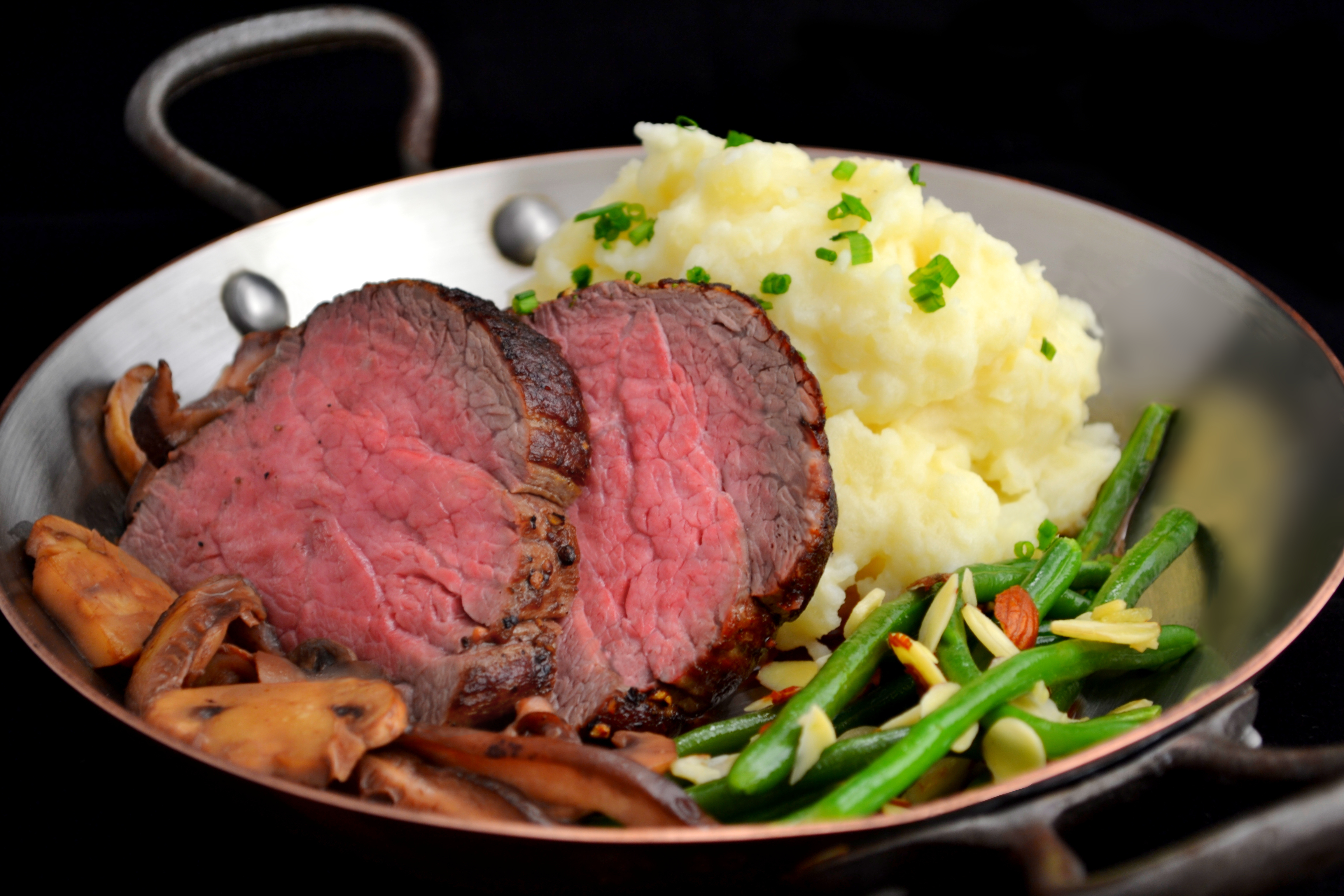
Филе-миньон с картофельным пюре, стручковой фасолью и грибами
Филе-миньон в беконе с брокколи
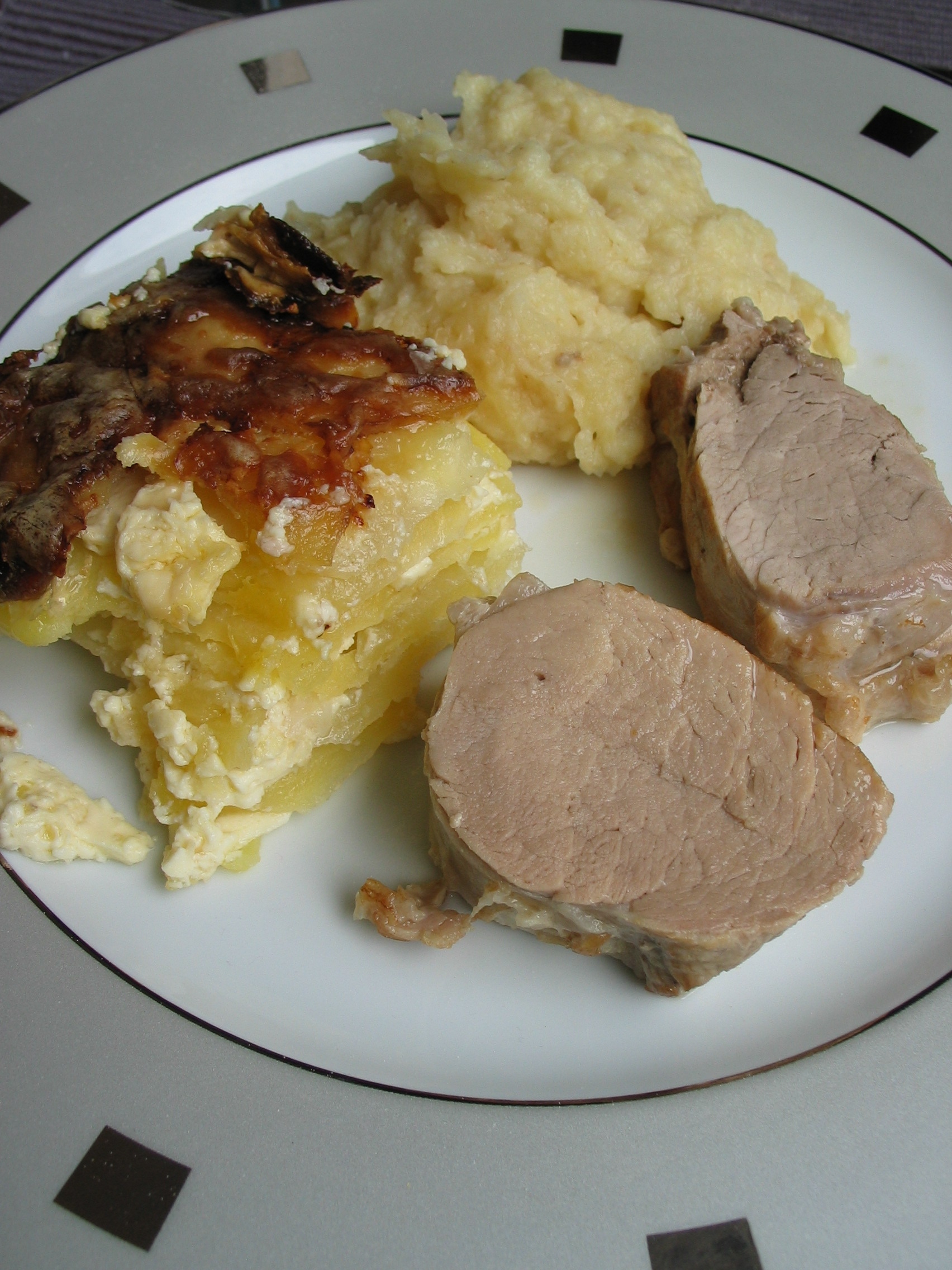
Филе-миньон из свинины с картофелем дофинуа и пюре из сельдерея